# 夏洛特·路易斯
夏洛特·路易斯（Charlotte Lewis）是美國廣播公司懸疑類電視連續劇《迷失》的角色之一，由丽贝卡·马德尔 （Rebecca Mader）飾演。

## 角色生平
夏洛特是娜歐米小隊中的一個成員，她是一名文化人類學家，懂得不少語言，例如是韓語、法語等。
她的父母是達摩計劃的一員，因此她是生於島上。但後來因為事故發生，她與母親一同撤離小島，並沒有回到島上。當她長大後，她對母親說出關於小島的記憶，但她的母親卻說小島只是夏洛特的幻想，因此激發她企圖尋找小島。
2004年，夏洛特在突尼西亞的一個發掘場中，發掘到一副北極熊的骸骨，而綁住骸骨頸部的皮帶上有「九頭蛇」工作站（The Hydra）的標記，證明她的記憶是並非幻想。因此，她之後被娜歐米·多洛特（Naomi Dorrit）和馬修·亞巴頓招攬入小隊，前往小島，並協助捉拿班·莱纳斯。
在娜歐米登島後，夏洛特與丹尼爾·法拉第、麥爾斯·斯特勞姆和法蘭克·萊帕達斯也乘坐直昇機前來小島，途中被逼跳傘，夏洛特被洛克一方的人找到。之後麥爾斯被用來與夏洛特交換，夏洛特加入了傑克的一方。之後，夏洛特和丹尼爾前往「暴風雨」工作站（The Tempest），阻止了班釋出毒氣來對抗捉拿他的人。
在第五季中，並沒有離開小島，結果與815航班生還者、洛克、索耶、茱莉葉、麥爾斯、丹尼爾等人時空轉移。她是第一個發生時空轉移的惡性副作用的人，並最終於第14次時空轉移後，抵受不住副作用而在不明時空的小島上死去。